# Arles-Rhône 3
Arles-Rhône 3 est un chaland datant de la Rome antique découvert en 2004 dans le Rhône à Arles. Datant plus précisément du Ier siècle et en bon état de conservation, l'épave est sortie des eaux et restaurée en 2011. Classée Trésor national, elle est exposée au Musée départemental de l'Arles antique depuis 2013.

## Historique

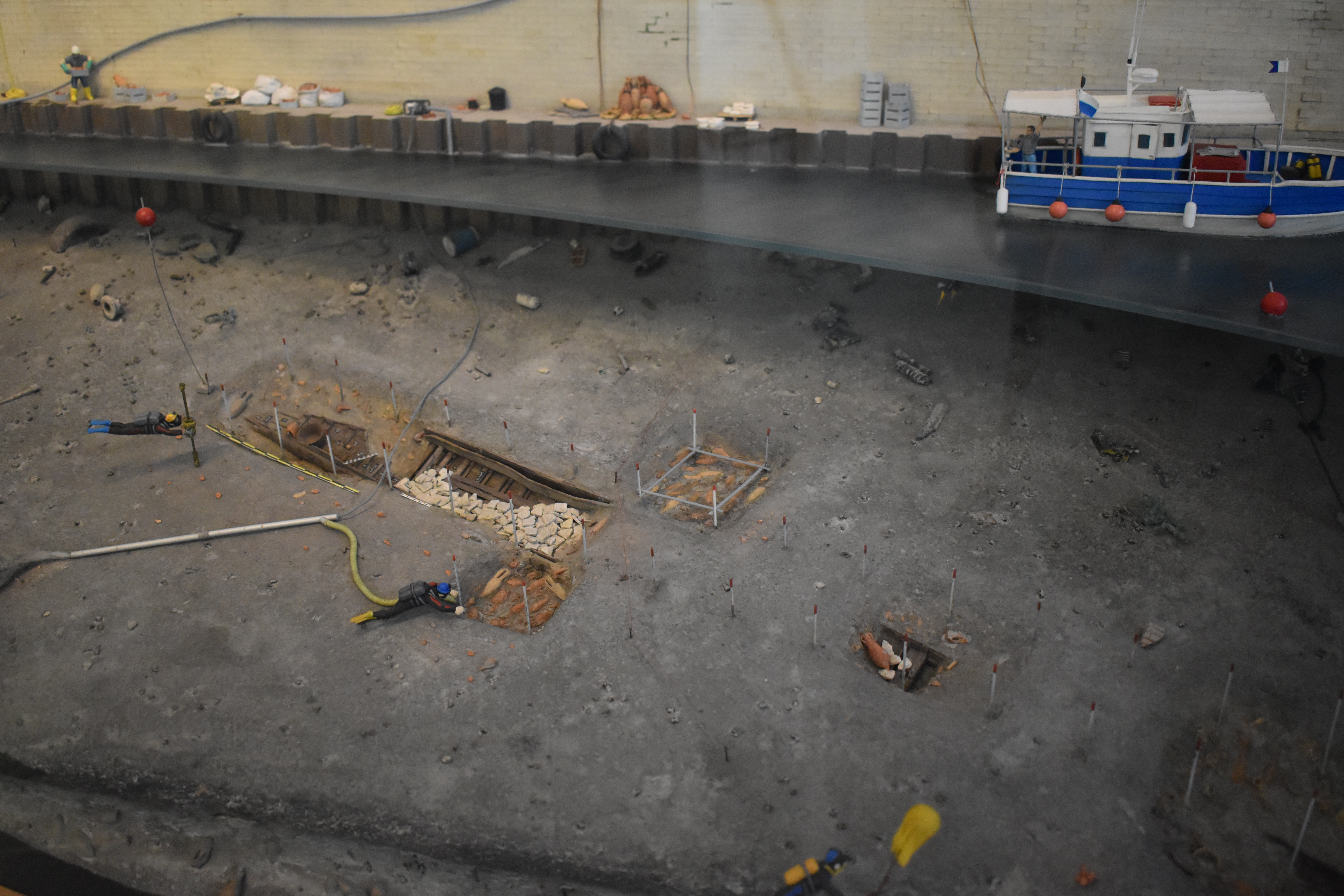
Maquette du chantier des fouilles (musée départemental de l'Arles antique).

L'épave est découverte en 2004, sur la rive droite du Rhône, entre 4 et 8 mètres de profondeur. Elle se trouve sur le site d'un « dépotoir portuaire », au milieu de nombreux fragments d'amphores et de céramiques. Divers sondages et expertises sont réalisés entre 2005 et 2007 pour découvrir la nature exacte du navire.
Une fouille pluriannuelle a lieu entre 2008 et 2011. La dernière année, 2011, a lieu le relevage de l'épave, coordonné par Sabrina Marlier, archéologue-plongeuse du musée départemental Arles antique, spécialisée dans l’étude des navires et de la navigation de la période romaine. La fouille est difficile à cause du courant et de la visibilité limitée. Parmi les 900 m3 de sédiments fouillés, de nombreux objets sont remontés. En plus de la céramique, des pièces de monnaie, des lampes, et divers objets en bois, en verre et en métal sont découverts.
Pour son relevage, le chaland est découpé en tronçons. Il est ensuite confié à un laboratoire pour y être traité, en particulier à la résine (polyéthylène glycol), pour éviter sa dégradation et le renforcer. Ce traitement dure deux ans.

## Description

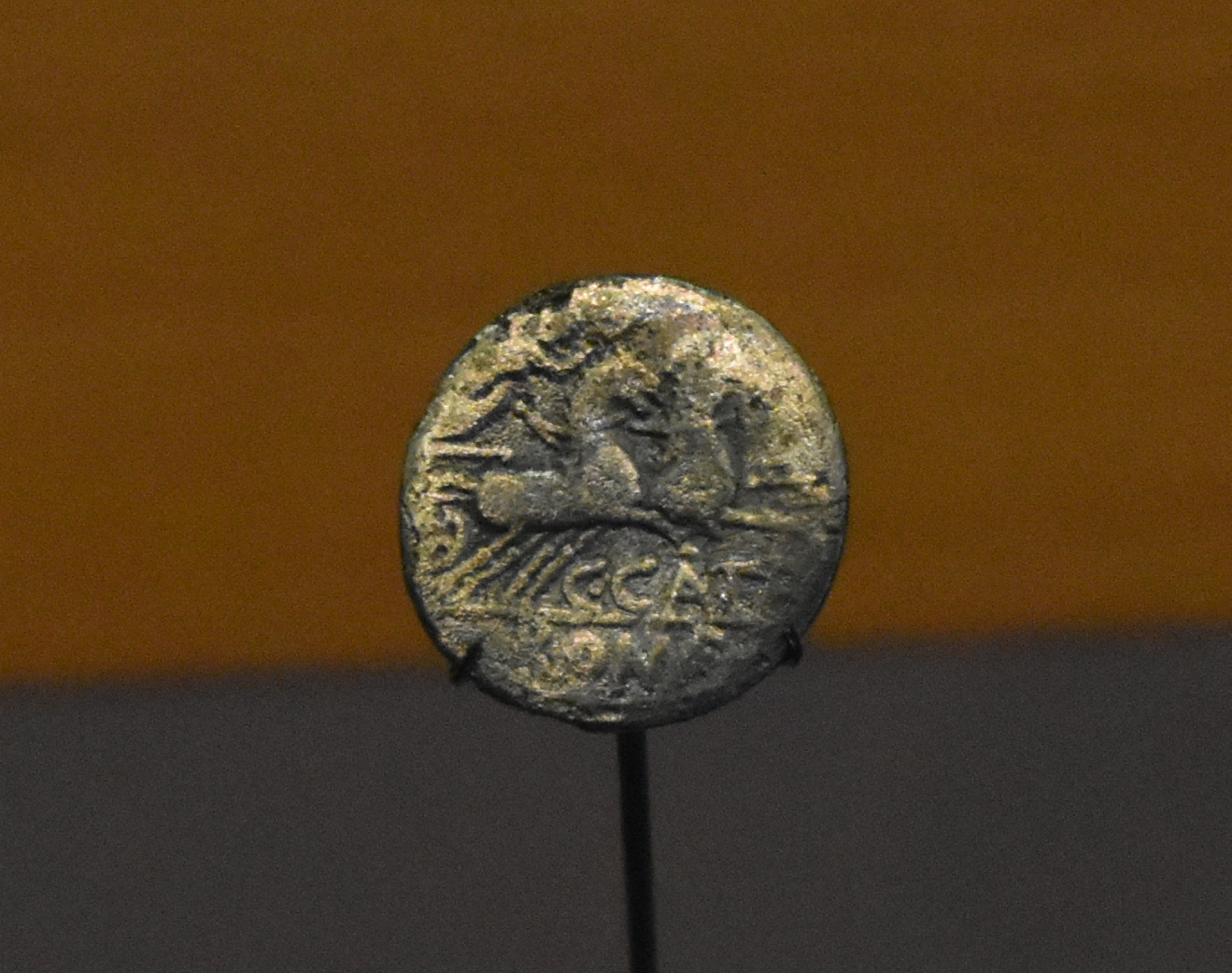
Monnaie votive découverte à la proue du chaland. Elle assurait la bienveillance des dieux. Denier républicain en argent, 123 av. J.C. (musée départemental de l'Arles antique).

L'épave est un chaland, un bateau à fond plat. Il mesure 31 mètres de long sur 2,90 mètres de large et une hauteur de 1,09 mètres. Son poids, à vide, est estimé à près de 8 tonnes. Il a également un mât de halage de 3,70 mètres de haut. Ce mât est amovible. Il n'était pas dressé lors du naufrage et reposait bien abrité sous la cargaison.
Une pelle de gouverne, de 7,20 mètres et taillée dans une unique pièce de bois de chêne, est retrouvée à 150 mètres de l'épave. Sa datation permet de la rattacher au navire.
La datation du bois le constituant et de la céramique trouvée à bord permet d'estimer sa construction vers 50 ou 60 apr. J.-C.. Il est composé de bois de sapin et de chêne.
La vaisselle et les outils présents sur le bateau permettent d'évaluer son équipage à trois hommes. Son naufrage est estimé à plus ou moins 10 ans après sa construction, vers 66 apr. J.-C. Lors de celui-ci, il était arrimé dans le port romain d’Arelate, avec une cargaison de plus de 21 tonnes de pierres calcaires, quand il a coulé, probablement à cause d’une crue soudaine. Le chargement arrivait de carrières situées à Ernaginum, à 15 km en amont d'Arles,.
Avec sa cargaison et ses équipements, le bateau est complet à 93 %.

## Protection
L’État français classe l'épave Trésor national le 24 novembre 2010.
Le chaland est exposé depuis 2013 au Musée départemental de l'Arles antique. Pour l'accueillir, le musée est agrandi avec une nouvelle aile de 800 m2.

## Galerie

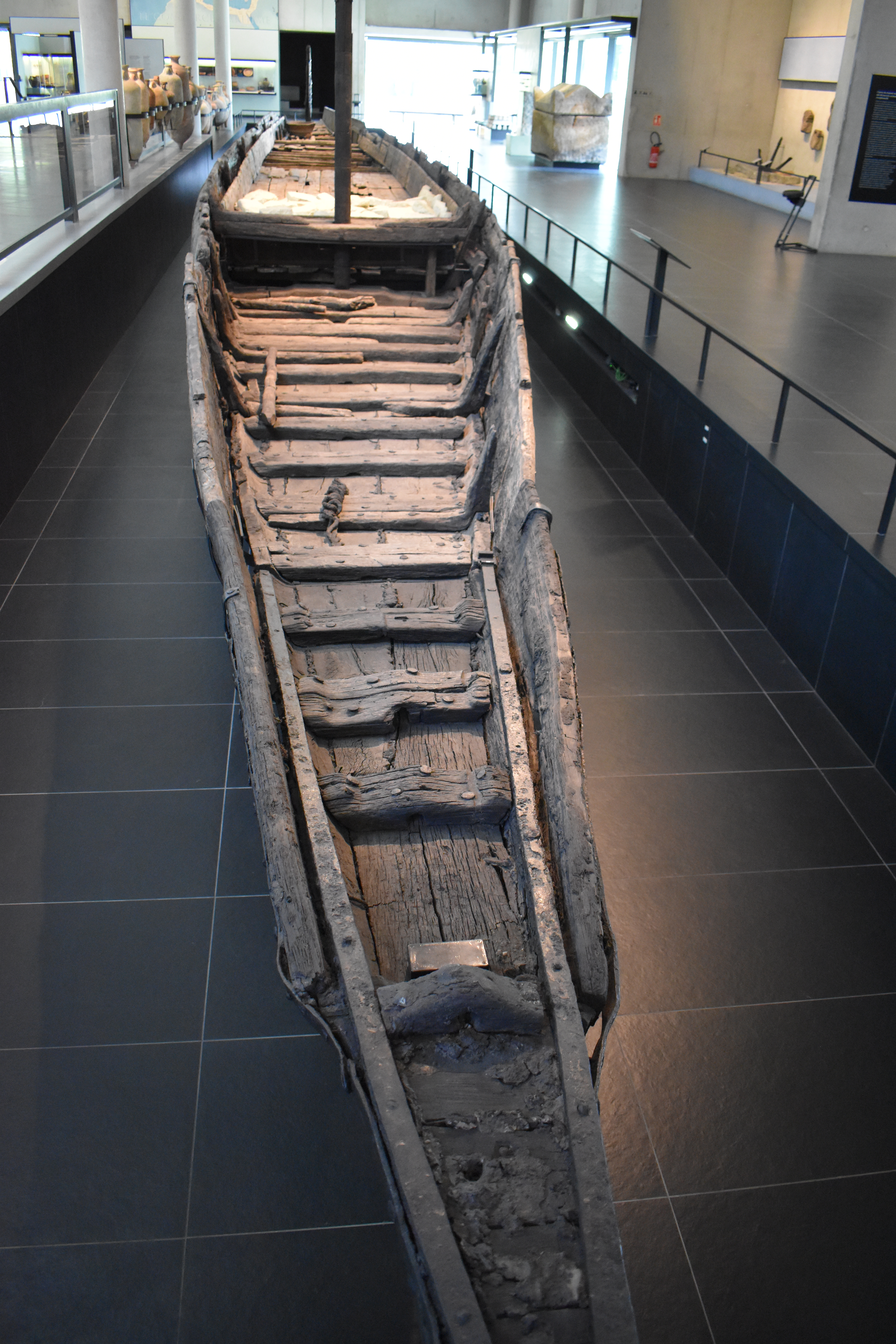
Proue du chaland.
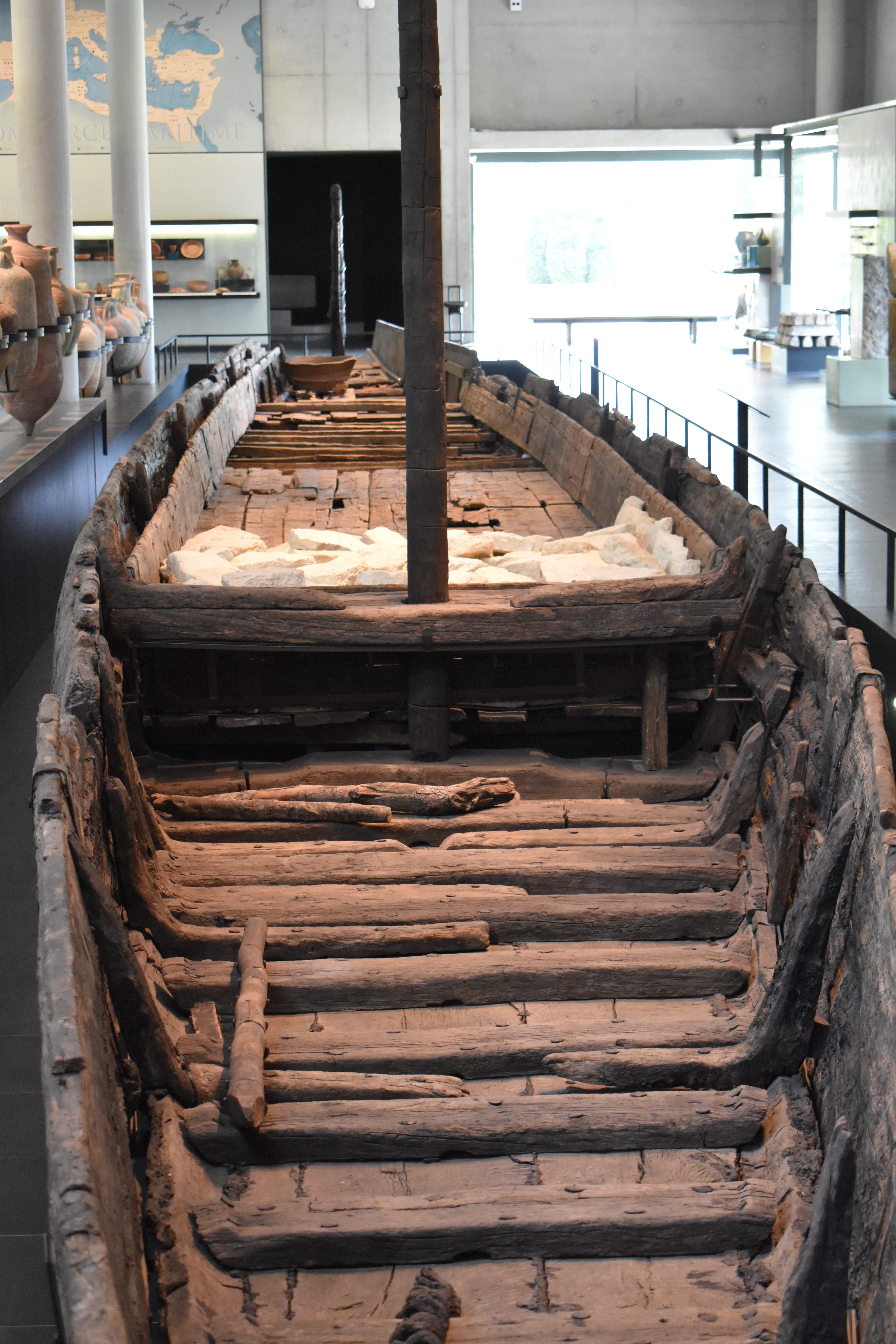
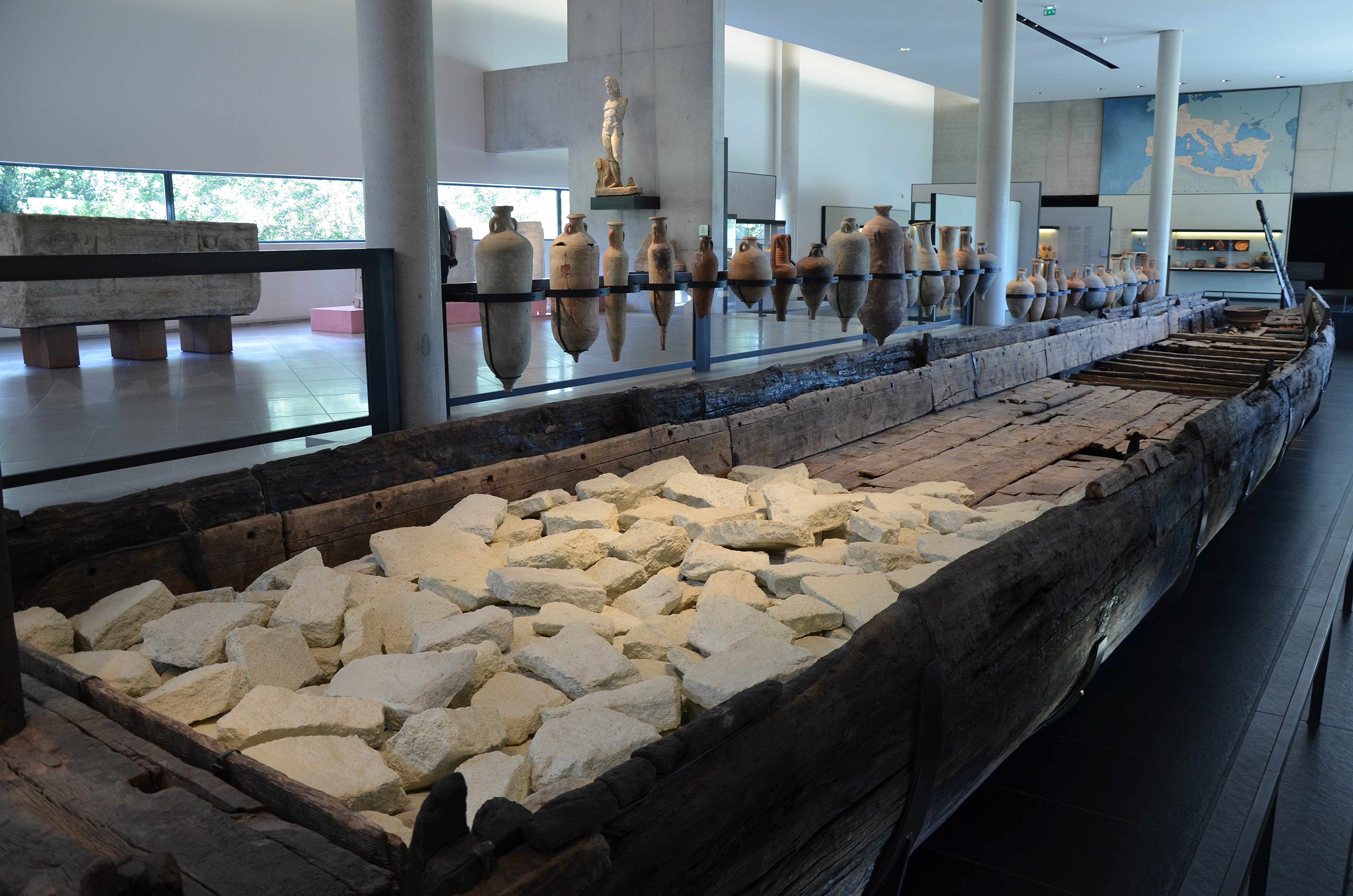
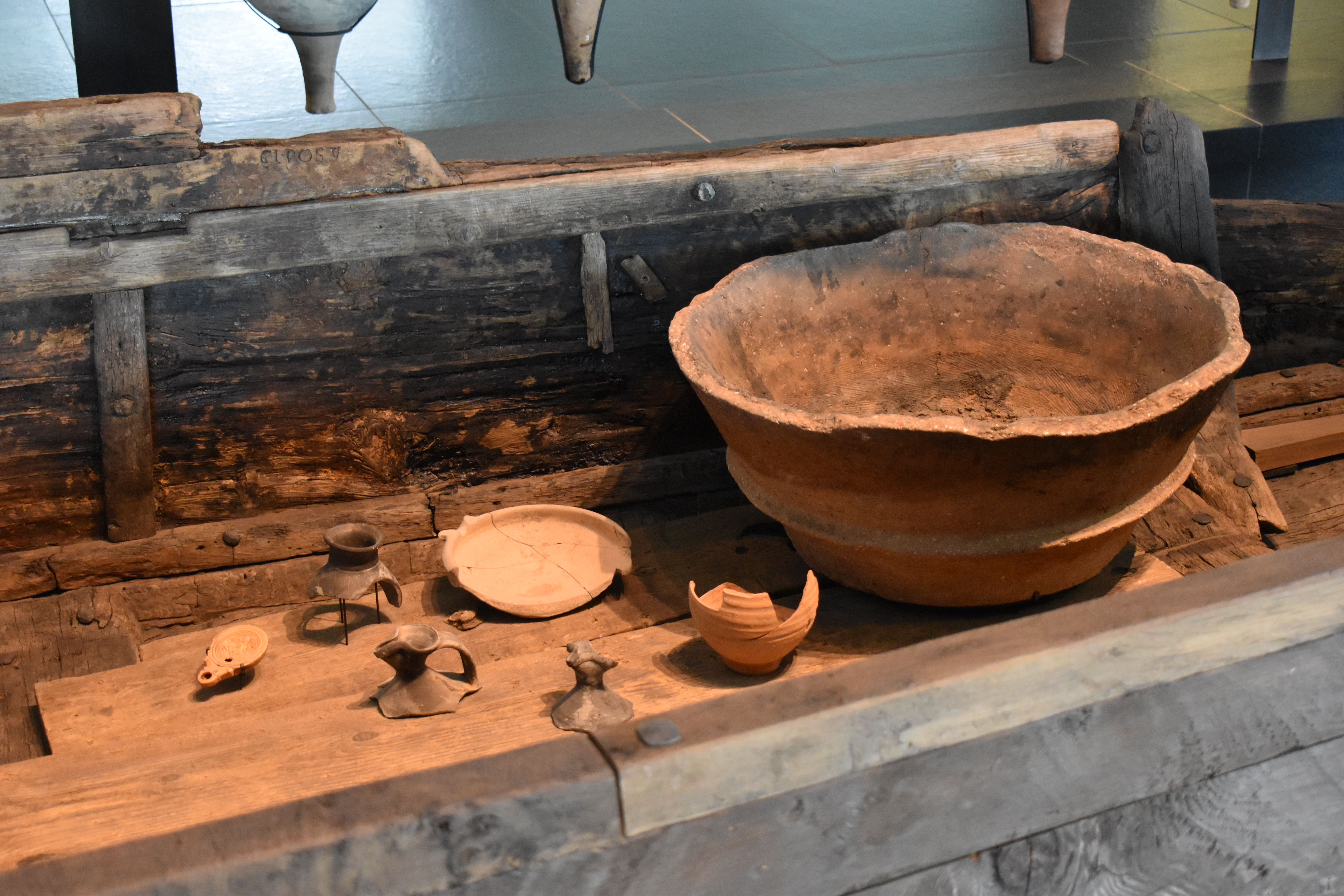
Vaisselle des bateliers.
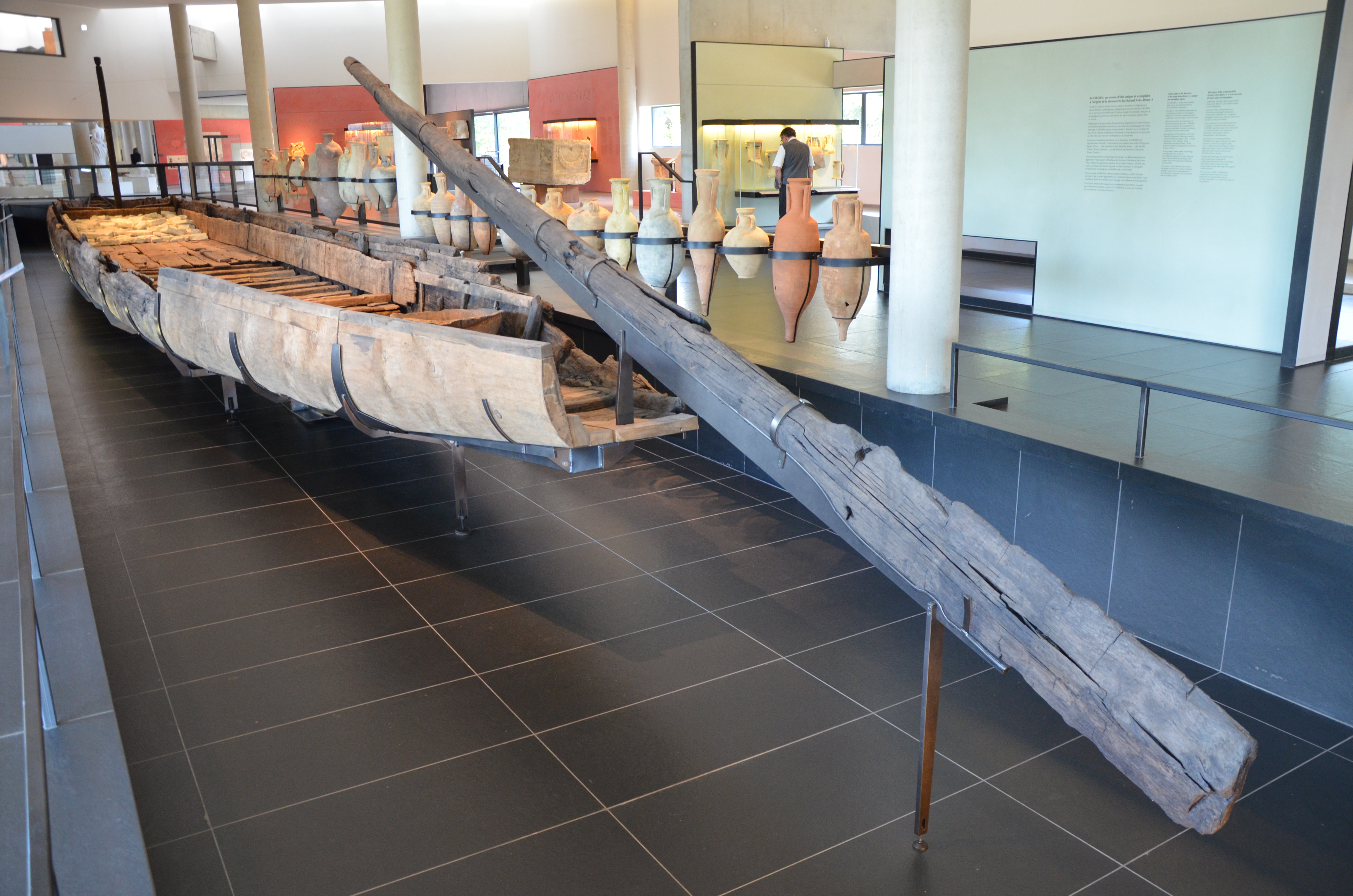
La pelle de gouverne.